# Leptocera iberica
Leptocera iberica är en tvåvingeart som beskrevs av Rohacek 1991. Leptocera iberica ingår i släktet Leptocera och familjen hoppflugor.
Artens utbredningsområde är Spanien. Inga underarter finns listade i Catalogue of Life.